# Hàm hợp
Trong toán học, hàm hợp là một phép toán nhận hai hàm số f và g và cho ra một hàm số h sao cho h(x) = g(f(x)). Trong phép toán này, hàm số f : X → Y và g : Y → Z được hợp lại để tạo thành một hàm mới biến x thuộc X thành g(f(x)) thuộc Z.
Hàm hợp thành này thường được ký hiệu là g ∘ f: X → Z, định nghĩa bởi (g ∘ f )(x) = g(f(x)) với mọi x thuộc X.
Ký hiệu g ∘ f đọc là "g tròn f ", "g hợp f", "g của f", hoặc "g trên f ".
Hợp của hàm là một trường hợp của hợp của quan hệ, nên tất cả tính chất của cái sau cũng đúng với hợp của các hàm. Hợp của hàm còn có thêm một số tính chất khác.

## Ví dụ

g ∘ f, hợp của f và g. Ở đây, (g ∘ f )(c) = #.

Ví dụ cụ thể cho hợp của hai hàm.

- Hợp của hàm trên tập hữu hạn: Nếu f = {(1, a), (2, b), (3, c), (4, d)}, và g = {(a, 6), (b, 5), (c, 4), (d, 3), (e, 2), (f, 1)}, thì g ∘ f = {(1, 6), (2, 5), (3, 4), (4, 3)}.
- Hợp của hàm trên tập hữu hạn: Nếu f: ℝ → ℝ (trong đó ℝ là tập các số thực) cho bởi f(x) = 2x + 4 và g: ℝ → ℝ cho bởi g(x) = x3, thì:

(f ∘ g)(x) = f(g(x)) = f(x3) = 2x3 + 4
(g ∘ f)(x) = g(f(x)) = g(2x + 4) = (2x + 4)3.
- Nếu độ cao của một máy bay tại thời gian t được cho bởi hàm số h(t), và nồng độ oxi tại độ cao x được cho bởi hàm số o(x), thì (o ∘ h)(t) mô tả nồng độ oxi xung quanh máy bay ở thời gian t.

## Tính chất
Hợp của hàm số luôn có tính kết hợp—một tính chất từ hợp của quan hệ. Tức là, nếu f, g, và h là ba hàm số với tập xác định và tập giá trị thích hợp, thì f ∘ (g ∘ h) = (f ∘ g) ∘ h, trong đó các dấu ngoặc tròn chỉ các hàm được hợp trước. Do không có sự khác biệt giữa cách đặt dấu ngoặc, ta có thể bỏ chúng mà không gây hiểu nhầm nào.
Theo nghĩa chặt nhất, hàm hợp g ∘ f chỉ có thể được tạo thành nếu miền giá trị của f bằng miền xác định của g; trong nghĩa rộng hơn thì chỉa cần cái trước là tập con của cái sau. Ngoài ra, để tiện hơn thì người ta thường mặc nhiên thu hẹp miền xác định của f sao cho f chỉ cho ra giá trị trong miền xác định của g; ví dụ, với hàm f : ℝ → (−∞,+9]  cho bởi f(x) = 9 − x2 và g : [0,+∞) → ℝ cho bởi g(x) = √x, thì hàm hợp g ∘ f có thể được định nghĩa trên khoảng [−3,+3] là g ∘ f= √9 − x2.

Hợp của hàm giá trị tuyệt đối và một hàm bậc ba theo thứ tự khác nhau, cho thấy tính không giao hoán của một phép hợp

Hàm số g và f được gọi là giao hoán với nhau nếu g ∘ f = f ∘ g. Tính giao hoán là một tính chất đặc biệt, chỉ có bởi một số hàm và trong một số trường hợp nhất định. Ví dụ, | x | + 3 = | x + 3 | chỉ khi x ≥ 0. Hình bên cạnh cho thấy một hàm hợp của hai hàm không giao hoán.
Hợp của hai hàm đơn ánh luôn là đơn ánh. Tương tự, hợp của hai hàm toàn ánh luôn là toàn ánh, và hợp của hai hàm song ánh cũng là một song ánh. Hàm ngược của một hàm hợp (nếu có) có tính chất (f ∘ g)−1 = g−1∘ f−1.
Đạo hàm của hàm hợp của các hàm khả vi có thể được tính bằng quy tắc dây chuyền. Đạo hàm bậc cao của những hàm này được cho bởi công thức Faà di Bruno.

## Monoid hợp

Phép Đồng dạng biến tam giác EFA thành tam giác ATB là hợp của hai phép biến hình: phép vị tự H và phép quay R, với tâm đều là S. Ví dụ, ảnh của A dưới phép quay R là U, viết là R(A) = U. Đồng thời H(U) = B, tức phép vị tự H biến U thành B. Do đó H(R(A)) = (H ∘ R)(A) = B.

Giả sử có hai (hoặc nhiều hơn) hàm số f: X → X, g: X → X có cùng miền xác định và miền giá trị; chúng thường được gọi là biến đổi. Khi ấy ta có thể hình thành một chuỗi các biến đổi hợp với nhau, như là f ∘ f ∘ g ∘ f. Những chuỗi như thế có cấu trúc đại số của một monoid, gọi là một monoid biến đổi hoặc (hiếm hơn) monoid hợp. Nhìn chung, monoid biến đổi có thể có cấu trúc rất phức tạp. Một ví dụ nổi bật là đường cong de Rham. Tập hợp tất cả hàm số f: X → X được gọi là nửa nhóm biến đổi toàn phần hay nửa nhóm đối xứng trên X.
Nếu các phép biến đổi đều là song ánh (do đó có hàm ngược), thì tập hợp tất cả cách kết hợp những hàm này tạo thành một nhóm biến đổi; và ta nói nhóm này được sinh bởi những hàm đó. Một kết quả quan trọng trong lý thuyết nhóm, định lý Cayley, nói rằng bất kỳ nhóm nào cũng là nhóm con của một nhóm hoán vị (xét đến phép đẳng cấu).
Tập tất cả các hàm song ánh f: X → X tạo thành một nhóm đối với hàm hợp, gọi là nhóm đối xứng.